# 2026年冬季奥林匹克运动会火炬传递
2026年冬季奥林匹克運動會火炬傳遞將於2025年11月26日至2026年2月6日間舉行。它在希臘奥林匹亞點燃，義大利米蘭結束，與在聖西羅舉行的開幕式同時進行。奧組委於2024年11月26日公佈了奧運會和殘奧會火炬傳遞路線。
奧運聖火在奧林匹亞點燃後，將於2025年12月4日在雅典舉行交接儀式，然後抵達羅馬，途經義大利全國110個省，在63天內途經60個站點，全程12,000公里（7,500英里）。火炬將在聖誕節抵達那不勒斯，在新年前夕抵達巴里，並於1月26日抵達科爾蒂納丹佩佐，紀念1956年冬季奧運會舉辦70週年。火炬在皮埃蒙特期間，計劃向2024年10月在訓練中去世的滑雪運動員Matilde Lorenzi致敬。火炬傳遞計畫展示義大利的許多世界遺產，將有10,001名火炬手參與。火炬手於2025年2月12日受理報名。